# Marquesado de Avilés (1761)

Escudo de armas de Gabriel de Avilés y del Fierro, IV Marqués de Avilés y VII virrey del Río de la Plata.

El marquesado de Avilés fue un título nobiliario español creado en 1761 por el rey Carlos III a favor de José de Avilés e Itúrbide.
Su denominación hace referencia al apellido del primer titular.

## Marqueses de Avilés
|                         | Titular                        | Periodo                 |
| Creación por Carlos III | Creación por Carlos III        | Creación por Carlos III |
| ----------------------- | ------------------------------ | ----------------------- |
| I                       | José de Avilés e Itúrbide      | 1761-1767               |
| II                      | José de Avilés y del Fierro    | 1767-1784               |
| III                     | Miguel de Avilés y del Fierro  | 1784-1785               |
| IV                      | Gabriel de Avilés y del Fierro | 1785-1810               |
| V                       | Ramón de Avilés y del Fierro   | 1810-1817               |
| Título caducado         |                                |                         |

## Historia de los marqueses de Avilés
- José de Avilés e Itúrbide, (Sevilla - Madrid 27 de junio de 1767), I marqués de Avilés. Llegó a brigadier, sus cargos más importantes fueron: Corregidor de Vich, intendente del Ejército de Saboya, de Galicia, Valencia y Aragón, llegando finalmente a ser nombrado miembro del Consejo Supremo de Guerra, cargo que ostentaba cuando falleció. En 1725 escribió el libro Ciencia Heroyca Reducida a las Leyes Heráldicas del Blasón.

1. Casó con Isabel del Fierro y González Brito. Le sucedió su hijo:[1]

- José Miguel de Avilés y del Fierro, (Vich, Cataluña, bautizado en 1730 - falleció en Sevilla en 1784), II marqués de Avilés, siguió la carrera de las armas, participó en 1781, en la batalla de Mahón contra los británicos, llegando a ser brigadier. Cuando falleció era el coronel del Regimiento de Dragones de Villaviciosa. Le sucedió su hermano gemelo:[1]

- Miguel Antonio de Avilés y del Fierro, (Vich, Cataluña, bautizado en 1730 - falleció en Puebla, México, en 1785), III marqués de Avilés, alcanzando el grado de coronel. Falleció ostentando el cargo de coronel del Regimiento de Dragones de España. Le sucedió su hermano:[1]

- Gabriel de Avilés y del Fierro (Vich, Barcelona, Cataluña, 1735 — Valparaíso, Capitanía General de Chile, 19 de septiembre de 1810). IV marqués de Avilés,[1] militar y político español. Llegó al grado de teniente general, gobernador de Chile (1796–1799), virrey del Río de la Plata (1799–1801) y Virrey del Perú (1801–1806).

1. Casó con Mercedes del Risco y Ciudad. Le sucedió hermano:[1]

- Ramón Miguel de Avilés y del Fierro, (Vich - Madrid 3 de diciembre de 1817), V marqués de Avilés. Último marqués.[1] Siguió la carrera de las armas, como su padre y hermanos, perteneciendo todos al cuerpo de Dragones, llegando a ser brigadier, estuvo en la toma de Tolón y combatió en la Guerra de Independencia.

1. Casó con Inés de Piza, de la que no tuvo descendencia.